# Hofmeyer
Hofmeyer ist ein deutscher Familienname.

## Herkunft und Bedeutung
Hofmeyer ist eine Variante des Familiennamens Meier.

## Varianten
- Hofmaier, Hofmair, Hofmayr, Hofmeier, Hofmeir, Hofmeyr

## Namensträger
- Brigitte Hofmeyer (* 1961), deutsche Politikerin (SPD)
- Hans Hofmeyer (1904–1992), deutscher Jurist
- Manfred Hofmeyer (* 1950), General der Bundeswehr